# Teresa Portela
María Teresa Portela Rivas (født 5. maj 1982) er en spansk kanoroer. 
Hun repræsenterede sit land under sommer-OL 2012 i London, hvor hun blev nummer 4 på K-1 200 meter.
Ved sommer-OL 2020 i Tokyo , som blev afholdt i 2021, tog hun sølv i K-1 200 meter.